# Boulevard Brunswick
Le boulevard Brunswick est un boulevard surtout industriel et commercial à l'est et résidentiel à l'ouest, de l'Ile de Montréal

## Situation et accès
Cette voie parallèle à l'autoroute Transcanadienne dans l'ouest de l'Ile de Montréal et légèrement au nord de cette dernière, relie la Ville de Kirkland (rue Houde) à la Ville de Dollard-Des Ormeaux (rue Spring Garden) en traversant la ville de Pointe-Claire.
Le boulevard est aussi desservi par les autobus de la STM par différents circuits se rendant au Terminus Fairview du Centre commercial Fairview de Pointe-Claire situé sur le boulevard Brunswick près du boulevard Saint-Jean d'où partent certains circuits vers le Métro de Montréal

## Origine du nom
Il est nommé en l'honneur de Charles-Guillaume-Ferdinand de Brunswick, duc de Brunswick (1735-1806), général et prince allemand d'origine prussienne.